# Suwaibou Touray
Suwaibou Touray, genannt Uncle Suwaibou, (* 25. April 1957 in Sutokoba) ist ein gambischer Politiker.

## Leben
| Parlamentswahl | Stimmen | Stimmanteil |
| -------------- | ------- | ----------- |
| 2007           | 2.691   | 41,71 %     |
| 2017           | 2.939   | 42,23 %     |
| 2022           | 4.822   | 61,82 %     |

Suwaibou Touray trat bei der Wahl zum Parlament 2007 als Kandidat der oppositionelle Koalition National Alliance for Democracy and Development (NADD) im Wahlkreis Wulli East in der Basse Administrative Area an. Mit 41,71 % konnte er den Wahlkreis nicht für sich gewinnen und unterlag dem Gegenkandidaten Bekai Camara von der Alliance for Patriotic Reorientation and Construction (APRC). 
Bei der Wahl zum Parlament 2017 trat Touray als Kandidat der People’s Democratic Organisation for Independence and Socialism (PDOIS) im selben Wahlkreis an. Mit 42,23 % konnte er den Wahlkreis für sich gewinnen, zweitstärkster Kandidat war parteiloser Muhammed K. Bajaha mit 34,05 % der Stimmen.
Bei den Parlamentswahlen 2022 erhielt Touray als PDOIS-Kandidat erneut die meisten Stimmen im Wahlkreis Wulli East und wurde Mitglied der 6. Gambischen Nationalversammlung.